# Fyodor Remez
Fyodor Semyonovich (Mikhailovich) Remez (em russo: Феодор Семенович Ремез; São Petesburgo, c. 1878 — Alapayevsk, 18 de julho de 1918) foi um secretário particular e gerente de negócios do grão-duque Sérgio Mikhailovich. Ele foi preso junto de Sérgio e levado com outros reféns para Alapayevsk, onde foram mortos por bolcheviques em 1918.
Em 1981, a Igreja Ortodoxa Russa no Exterior glorificou os Mártires de Alapayevsk, entre eles Fyodor Remez como novo mártir. Eles são celebrados em 18 de julho, data em que foram executados.

## Biografia
Nascido por volta do ano 1878 em São Petesburgo, cidade aonde ainda possui família, Fyodor Remez era de ascendência judaica. O sobrenome "Remez" teria origem espanhola e foi usado na Rússia por judeus, especialmente na Bielorrússia, lugar onde seus avós residiam antes de emigrarem para a Palestina em 1913. Não são conhecidos fotos de Fyodor Remez, mas seus contemporâneos o descrevem como um homem de cabelos escuros, corpulento e de baixa estatura.
Durante a Revolução Russa de 1917, o grão-duque Sérgio Mikhailovich começou a ser perseguido por bolcheviques. Nesse período, ele havia iniciado relações com comissários, momento em que Fyodor Remez começa a atuar como seu secretário particular e gerente de negócios.

### Exílio e execução
Em 9 de março de 1918, Fyodor Remez foi preso em São Petesburgo junto de Sérgio e enviado para Perm Krai, em seguida para Ecaterimburgo. Em 20 de maio, eles foram levados para Alapayevsk, onde se juntaram com a grã-duquesa Isabel Feodorovna, a freira Bárbara Yakovleva e os príncipes Constantino Constantinovich, Igor Constantinovich, João Constantinovich e Vladimir Pavlovich Palei. Na tarde de 18 de julho de 1918, eles foram levados para uma floresta fora de Alapayevsk sob a mira de uma arma, golpeados na parte de trás da cabeça e jogados um por um em um poço de mina na floresta.
Fyodor Remez ainda manteve-se vivo após a queda. Tendo reunido suas últimas forças, ele conseguiu rastejar ao longo do trilho que transportava o carvão para a sala de máquinas, lugar onde seu corpo foi encontrado. No entanto, foi também o único atingido pela explosão de granada, fazendo seu corpo ficasse gravemente queimado.

### Descoberta e destino dos corpos

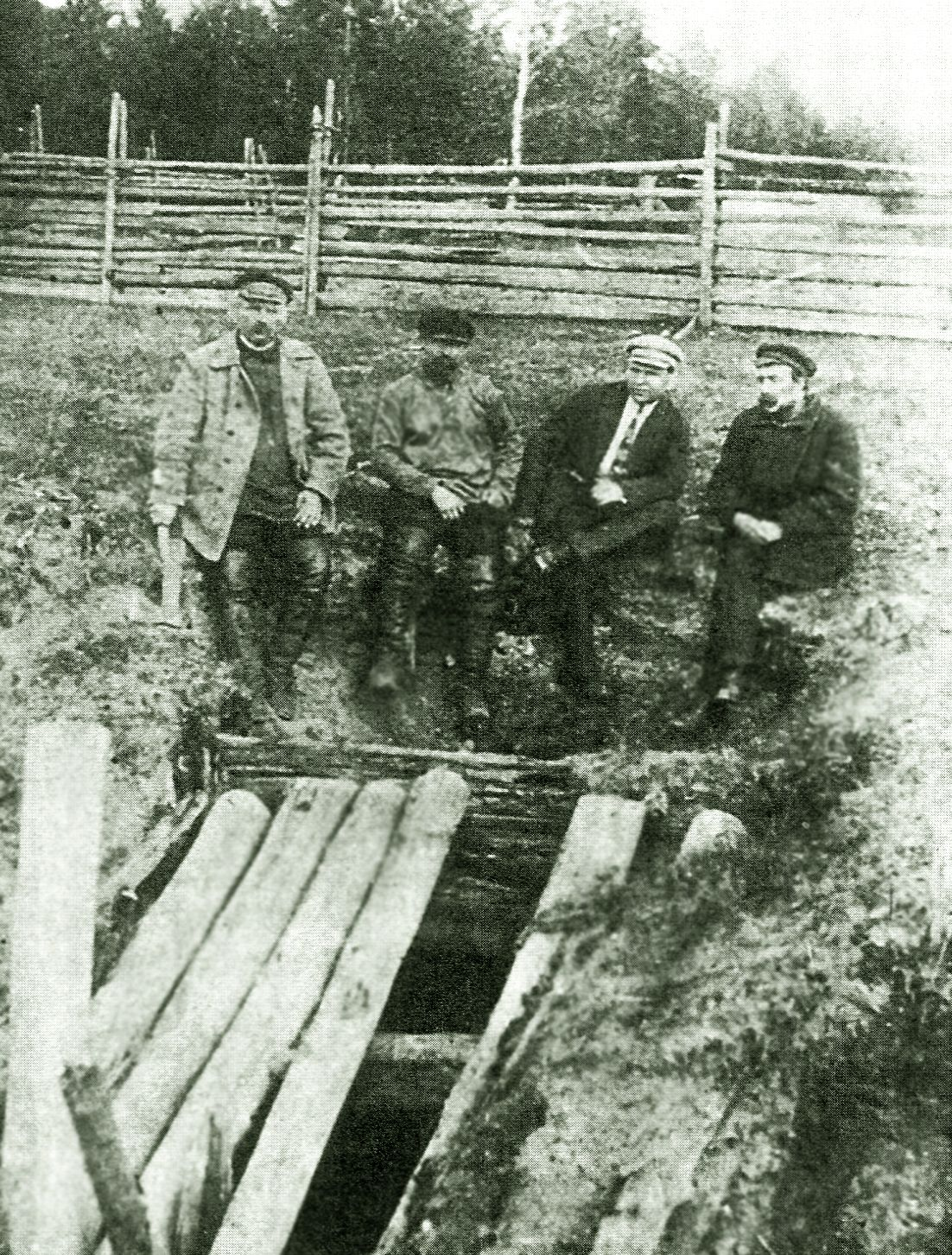
Poço de mina onde Fyodor Remez e outros companheiros foram lançados

Em 20 de outubro de 1918, o corpo de Fyodor Remez e seus companheiros foram recuperados da mina pelo Exército Branco. Durante vários dias, 8 caixões ficaram na igreja do cemitério de Alapayevsk, quando o saltério eterno foi lido sobre eles e serviços funerários foram prestados, e após a vigília que durou toda a noite eles foram transferidos para a Catedral da Santíssima Trindade, onde o serviço fúnebre aconteceu e foram por fim sepultados. Na ocasião, muitas pessoas compareceram e a igreja teria ficado pequena para os moradores da cidade se despedirem. Pela falta de lugares, muitos choravam de pé enquanto outros oravam na rua.
Sobre o corpo de Fyodor Remez, foi relatado que "na região dos músculos do peito [há] um hematoma grave, que se espalhou por toda a cavidade torácica. [Há] uma hemorragia na região da pleura direita. Na região da têmpora direita, na dissecção da pele, uma grande hemorragia [foi encontrada]. Um hematoma se espalhou por toda a região occipital. Sob a dura-máter na região da têmpora esquerda [há] uma hemorragia".
Temendo o avanço do Exército Vermelho, os restos mortais dos Mártires de Alapayevsk foram levadas para Pequim, na China, e enterrados no ano de 1947 no interior da Igreja de Todos os Santos Mártires, sob o mandado do Arcebispo Viktor (Svyatin), membro da Missão Teológica Russa. Em 1954, o terreno da missão foi transferido para a Embaixada Soviética, e em 1957, por ordem do embaixador soviético Pavel Yudin, a igreja foi demolida e substituída por um parque infantil e edifícios da embaixada.
Segundo um testemunho da irmã do Arcebispo Viktor, ainda no ano de 1947, o arcebispo teria sido forçado pelas autoridades soviéticas a retirar os corpos do território. O arcebispo teria, então, sepultado os caixões na cripta da capela de São Serafim de Sarov, no cemitério da missão, em Pequim. No ano de 1987, as autoridades chinesas ordenaram a destruição do cemitério.
Atualmente, os restos mortais dos Mártires de Alapayevsk, com exceção dos corpos de Isabel Feodorovna e Irmã Bárbara, são considerados perdidos. No entanto, é pouco provável que os caixões tenham sido destruídos ou que os restos mortais tenham sofrido profanação. No local onde estava a cripta, um campo de golfe foi construído, mas até antes de sua construção o piso de concreto da capela ainda era visível no solo.

## Veneração
Ele foi glorificado pela Igreja Ortodoxa Russa no Exterior em 1981 como neomártir, juntamente com os demais membros da família Romanov e os servos, mas não oficialmente pela Igreja Ortodoxa Russa.
Em 2018, durante o centenário do martírio dos Romanov, Fyodor Remez foi comemorado na Igreja de Santa Maria Madalena, em Jerusalém, durante uma celebração conduzida pelo hierarca da Igreja Russa no Exterior, Nicolau Olhovski, bispo de Manhattan.
A Igreja Ortodoxa Russa também lembrou os mártires de Alapayevsk durante o centenário de execução. O metropolita Cirilo de Ecaterimburgo presidiu a divina liturgia e se dirigiu ao local da antiga mina em que Fyodor e seus companheiros foram mortos, e que teria se tornado destino de peregrinação.